# Long Beach Grand Prix 2002
Long Beach Grand Prix 2002 var den andra deltävlingen i CART World Series 2002. Racet kördes den 14 april på Long Beach Circuit i Long Beach, Kalifornien. Michael Andretti vann sin sista seger i karriären, efter att ha hållit undan för Jimmy Vasser i mål. Max Papis tog Sigma Autosports enda pallplats i CART, när han gick i mål som trea, medan Kenny Bräck slutade fyra.

## Slutresultat
| Plats | Förare               | Team                | Grid | Kvaltid  |
| ----- | -------------------- | ------------------- | ---- | -------- |
| 1     | Michael Andretti     | Team Motorola       | 15   | 1.08,856 |
| 2     | Jimmy Vasser         | Team Rahal          | 1    | 1.07,742 |
| 3     | Max Papis            | Sigma Autosport     | 18   | 1.09,212 |
| 4     | Kenny Bräck          | Chip Ganassi Racing | 4    | 1.08,126 |
| 5     | Michel Jourdain Jr.  | Team Rahal          | 10   | 1.08,647 |
| 6     | Tora Takagi          | Walker Racing       | 12   | 1.08,754 |
| 7     | Paul Tracy           | Team KOOL Green     | 8    | 1.08,484 |
| 8     | Cristiano da Matta   | Newman/Haas Racing  | 2    | 1.07,745 |
| 9     | Dario Franchitti     | Team KOOL Green     | 16   | 1.08,915 |
| 10    | Adrián Fernández     | Fernández Racing    | 7    | 1.08,448 |
| 11    | Oriol Servià         | PacWest Racing      | 13   | 1.08,778 |
| 12    | Shinji Nakano        | Fernández Racing    | 14   | 1.08,817 |
| 13    | Christian Fittipaldi | Newman/Haas Racing  | 9    | 1.08,637 |
| 14    | Mario Domínguez      | Herdez Competition  | 17   | 1.09,212 |
| 15    | Townsend Bell        | Patrick Racing      | 5    | 1.08,267 |
| 16    | Alex Tagliani        | Forsythe Racing     | 11   | 1.08,720 |
| 17    | Bruno Junqueira      | Chip Ganassi Racing | 3    | 1.08,097 |
| 18    | Scott Dixon          | PacWest Racing      | 19   | 1.09,613 |
| 19    | Tony Kanaan          | Mo Nunn Racing      | 6    | 1.08,411 |
| 20    | Patrick Carpentier   | Forsythe Racing     | 20   | 1.09,883 |